# 克洛維斯文化

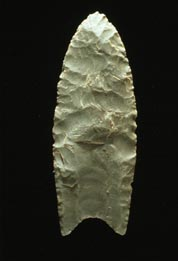
克洛維斯槍頭，經雙面敲擊剝離法製成，即用硬物來回敲擊每一面的兩個邊緣

克洛維斯文化，有時又名拉諾文化，是北美洲一種史前的古印第安人文化。根據放射性碳定年法，其遺跡可以追溯至1.15萬年前末次冰期，最特別的是他們擁有特定的工具來獵殺大型哺乳動物。克洛維斯文化據信於13000年前出現，維持了約200-800年。2014年，Rasmussen等人測定了一個出土於蒙大拿州的克洛維斯男嬰的遺骨，斷定其時代距今將近13000年。克洛維斯人於新仙女木期的寒冷氣候下被多個局部的文化取代。後克洛維斯文化，包括福爾瑟姆文化，據信都直接源自克洛維斯文化，一些甚至只在投擲器具的長度不同而已。雖然這可能是因時代不同的文化轉變，但亦有可能是一道外力逼使這種改變，如新仙女木事件或後冰河氣候下的生物集群滅絕事件。
自1930年代在北美洲西部發現多個克洛維斯文化位點後，一般認為克洛維斯人就是最早到達新世界的人類。克洛維斯人可能就是所有北美洲及南美洲原住文化的祖先。但是近30年的考古發現又提出了新的質疑，例如維吉尼亞州的仙人掌山、俄勒岡州夏湖的佩斯利洞窟、南卡羅萊納州阿倫達郡的塔波、賓夕法尼亞州的麥道克勞夫特岩石遮蔽處及智利的蒙特沃德等。

## 考古發現
於1936年至1938年間在新墨西哥州的克洛維斯考古遺跡發現了小量人工製品，是為克洛維斯文化。於1936年至1937年發掘出石製的克洛維斯槍頭、兩個帶有撞擊損傷的骨製尖頭器、石刀、部份刀芯及幾件石製切割器。自此在美國、墨西哥及中美洲，甚至南至南美洲北部都有發現克洛維斯遺跡。

## 文化特徵
克洛維斯文化中最特別的器具就是克洛維斯槍頭，是以石製及有凹槽的槍頭。克洛維斯槍頭是雙面的，一般兩面都有凹槽。考古學家並不認同這些製品的多寡與克洛維斯人的盛衰，或是不同群落的技術提升有關。由於在猛獁象遺骸的位點也有發現克洛維斯槍頭，一般都接受克洛維斯人獵殺猛獁象。猛獁象本身只是克洛維斯人其中一種食物，他們也會獵食古風野牛、乳齒象、嵌齒象、地懶、貘、擬駝、馬及其他小型動物。總數有超過125種植物及動物曾被克洛維斯人所使用或吃用。

## 消失
一般相信克洛維斯文化的消失是與巨型動物群的衰落，加上較少流動的人口數量增長，在美洲出現了石器及文化傳統的分裂。此後，克洛維斯槍頭被其他形式的槍頭所取化，如福爾瑟姆文化。其後連續的文化延續了古印第安人的中後時期。也有指克洛維斯文化是在非常突然的情況下消失。
克洛維斯人是否導致猛獁象及其他物種的滅絕（過度獵殺假說）仍然在討論。另一可能性是氣候轉變，加上人類掠食、疾病及入侵的草食性及肉食性動物所造成的生存壓力。另外，也有指克洛維斯文化的消失是與新仙女木期的開始有關，這個嚴寒期歷時約1500年，影響著包括北美洲在內的全球大部份地區。
另一假說則指生物集群滅絕及引發寒冷期的是彗星所造成，稱為新仙女木事件。新仙女木事件指彗星於1.29萬年前在五大湖的上空爆炸，及撞擊了克洛維斯文化。不過英國皇家霍洛威大學教授安德魯·斯科特（Andrew Scott）說：「…我們的新研究說明，彗星爆炸碎片1.29萬年前摧毀地球文明的說法是不準確…」。

## 第一批美洲人類
20世紀末考古學家主流都相信克洛維斯人是最先到達美洲殖民的。克洛維斯人在冰河時期由西伯利亞從白令陸橋橫渡了白令海峽來到阿拉斯加，並經沒有結冰的洛磯山脈東面南下至現今的加拿大。不過，現已逐漸發現更多早於克洛維斯文化的證據。
德州農工大學的研究發現克洛維斯遺跡應該屬於1.105-1.09萬年前，未如以往估計的早，而在智利的蒙特沃德遺跡卻可追溯至1.35萬年前，而加利福尼亞州海峽群島的古印第安人則於1.25萬年前就已經到達。這顯示了古印第安人沿太平洋海岸的遷徙比想像更快。
於2004年，在南卡羅萊納州阿倫達郡的塔波發現了一些石製器具，可以追溯至5萬年前，但其準確性受到質疑。在俄勒岡州夏湖的佩斯利洞窟內的人類就比克洛維斯文化早1000年已在洞穴內生活。若這些都被證實，相信人類比克洛維斯文化更早進入北美洲，可能約於1.6萬年前。

## 基因研究
在俄勒岡州佩斯利洞窟發現的矛頭和DNA樣本證明，北美曾被多個不同文化佔據，克洛維斯文化並非第一批北美人。另也有證據顯示，東西兩方分別有兩組人，而克洛維斯人則位於東面。
2014年，科學家完成了對蒙大拿州12,500年嬰兒常染色體DNA的測序。DNA取自代號為Anzick-1的一組骸骨，這組骸骨與幾件克洛維斯遺物共同出土。此DNA和西伯利亞出土的DNA十分相近，基本上排除了歐洲起源的可能性（即梭魯特假說）。它和現有美洲原住民的DNA也十分相近，這顯示他們都源自西伯利亞或其周邊的一個原始族群，即舊石器時代馬耳他族群。

## 外部連結
- Blackwater Draw Site （页面存档备份，存于）
- America's Stone Age Explorers（页面存档备份，存于）
- Articles on Clovis and Peopling of the Americas （页面存档备份，存于）
- Stone Age Columbus （页面存档备份，存于）
- The Gault site, Central Texas （页面存档备份，存于）
- Texas Beyond History （页面存档备份，存于）
- Carbon-rich layer fortifies theory on comet impact （页面存档备份，存于）
- Ice Age Ends Smashingly: Did a comet blow up over eastern Canada? （页面存档备份，存于）